# Truppenmarsch
Ein Truppenmarsch (auch Traditionsmarsch) ist ein funktionales Musikstück für Militärorchester mit identitätsstiftender Wirkung. Sie stehen in besonderer Beziehung zu einem militärischen Verband bzw. einem Bundesland, in dem die Kaserne des entsprechenden Truppenkörpers lag, und werden bei feierlichen Anlässen gespielt.

## Truppenmärsche der deutschen Bundeswehr
Truppenmärsche der Bundeswehr entstammen zumeist dem Traditionsbestand der königlich-preußischen Armeemarschsammlung sowie deren historischen Fortführungen. Inzwischen werden Märsche auch anlassbezogen und mit zeitaktuellem Bezug komponiert, ausgewählt und für die Bundeswehr als Truppenmarsch verfügt. Truppenmärsche sollen „Teil klingender Traditionspflege“ sein und der Stärkung des Zusammengehörigkeitsgefühls dienen. Sie werden ab Regiments-Ebene aufwärts durch das Zentrum Militärmusik der Bundeswehr auf Antrag zugeteilt, wobei möglichst historische, landsmannschaftliche und regionale Aspekte berücksichtigt werden sollen. Die Truppenmärsche sollen sich für den Vorbeimarsch zu Fuß in Tempo 114 eignen.

## Bekannte Truppenmärsche
- Des Großen Kurfürsten Reitermarsch (Kuno von Moltke): Heer (Deutschland)
- Kaiserjägermarsch (Karl Mühlberger & Max Depolo): deutsche und österreichische Gebirgstruppen (Deutschland, Österreich)
- Fridericus-Rex-Grenadiermarsch (Ferdinand Radeck): 10. Panzerdivision, Feldjägertruppe (Deutschland) und Luftlandebrigade 31
- König-Karl-Marsch (Karl Ludwig Unrath): II. (Deutsch-Amerikanisches) Korps (Deutschland)
- Gruß an Kiel (Friedrich Spohr): Deutsche Marine (Deutschland)
- Fliegermarsch (Hermann Dostal): Luftwaffe (Deutschland)
- Parademarsch Nr. 1 „Möllendorfer“ (Julius Möllendorf): ehem. Luftwaffenführungsdienstkommando (Deutschland)
- Regimentsgruß: 1. Luftlandedivision
- Die Bosniaken kommen (Eduard Wagnes): Fernmeldebataillon 1 (Österreich)
- Semper Fidelis (John Philip Sousa): United States Marine Corps (USA)
- The British Grenadiers:  Grenadier Guards (Vereinigtes Königreich)

## Die österreichischen Traditionsmärsche
| Bundesland       | Truppenkörper                                                                       | Marsch                    | Komponist            |
| Burgenland       | k.u.k. Infanterieregiment „Freiherr von Salis-Soglio“ Nr. 76                        | 76er Regimentsmarsch      | Anton Rosenkranz     |
| Kärnten          | k.u.k. Infanterieregiment „Graf von Khevenhüller“ Nr. 7                             | Khevenhüller-Marsch       | Anton Fridrich       |
| Niederösterreich | Infanteriebataillon 10 / Kopal-Kaserne                                              | Schönfeld-Marsch          | Carl Michael Ziehrer |
| Oberösterreich   | k.u.k. Infanterieregiment „Ernst Ludwig Großherzog von Hessen und bei Rhein“ Nr. 14 | Hessenmarsch              | Karl Pernklau        |
| Salzburg         | k.u.k. Infanterieregiment „Erzherzog Rainer“ Nr. 59                                 | Rainermarsch              | Hans Schmid          |
| Steiermark       | K.u.k. Infanterieregiment „Graf von Beck-Rzikowsky“ Nr. 47                          | 47er Regimentsmarsch      | Josef Franz Wagner   |
| Tirol            | k.u.k. Kaiserjäger                                                                  | Wir sein die Kaiserjäger  | Karl Mühlberger      |
| Vorarlberg       |                                                                                     | Unter dem Montfort-Banner | Erich Hendl          |
| Wien             | Theresianische Militärakademie und Gardebataillon                                   | Wagramer Grenadier-Marsch | Josef Wiedemann      |

Liechtenstein: Liechtensteiner-Marsch von Adolf Büchel
Südtirol: Gruß aus den Dolomiten von Josef Hochkofler